# Madantispa pauliani
Madantispa pauliani is een insect uit de familie van de Mantispidae, die tot de orde netvleugeligen (Neuroptera) behoort. 
Madantispa pauliani is voor het eerst wetenschappelijk beschreven door Handschin in 1963.